# Francoski departma
V upravni delitvi Francije je departma (francosko: département, izgovorjeno [depaʁtəmɑ̃]) ena od treh ravni upravljanja pod nacionalno ravnjo (»teritorialne skupnosti«), med upravnimi regijami in občinami. Šestindevetdeset departmajev je v metropolitanski Franciji, pet pa je čezmorskih departmajev, ki so prav tako razvrščeni kot čezmorske regije. Departmaji so nadalje razdeljeni na 332 okrožij, ta pa so razdeljena na kantone. Zadnji dve ravni oblasti nimata avtonomije; so osnova lokalne organizacije policije, gasilcev in včasih administracije volitev.
Vsak oddelek upravlja izvoljeni organ, imenovan svet departmaja (conseil départemental [ednina], conseils départementaux [množina]). Od leta 1800 do aprila 2015 so se ti imenovali generalni sveti (conseil général [ednina] conseils généraux [množina]). Vsak svet ima predsednika. Njihova glavna področja odgovornosti so upravljanje številnih socialnih in drugih dodatkov, stavbe za nižje srednje šole (kolidže) in tehničnega osebja ter lokalnih cest in šolskih in podeželskih avtobusov ter prispevek k občinski infrastrukturi. Lokalne službe državne uprave so tradicionalno organizirane na ravni departmajev, kjer prefekt predstavlja vlado; vendar so regije od leta 2000 pridobile pomen, pri čemer so se nekatere storitve na ravni oddelkov združile v storitve na ravni regij.
Departmaji so bili ustanovljeni leta 1790 kot racionalna zamenjava provinc Ancien Régime z namenom krepitve nacionalne enotnosti; naziv departma se uporablja za pomen dela večje celote. Skoraj vsi so bili poimenovani po fizično-geografskih značilnostih (reke, gore ali obale), ne pa po zgodovinskih ali kulturnih ozemljih, ki bi lahko imela svoje lojalnosti. Delitev Francije na departmaje je bil projekt, ki je bil še posebej identificiran s francoskim revolucionarnim voditeljem Abbéjem Sieyèsom, čeprav so o njem že pogosto razpravljali in pisali številni politiki in misleci. Najzgodnejši znani predlog o tem je iz leta 1665 v spisih d'Argensona. Navdihnili so podobne delitve v številnih državah, nekatere med njimi so bile nekdanje francoske kolonije. Ozemeljska razdelitev Španije iz leta 1822 (razveljavljena zaradi francoske intervencije iz leta 1823, ki je končala trienio liberal) in ozemeljska razdelitev Španije iz leta 1833, ki tvori osnovo današnjih španskih provinc z manjšimi spremembami, prav tako temeljita na francoskem modelu departmajev približno enake velikosti.
Večini francoskih departmajev je dodeljena dvomestna številka, uradna geografska oznaka, ki jo dodeli Institut national de la statistique et des études économiques (Insée). Čezmorski departmaji imajo trimestno številko. Številka se uporablja na primer v poštni številki in se je do nedavnega uporabljala za vse registrske tablice vozil. Prebivalci običajno uporabljajo številke za označevanje lastnega oddelka ali sosednjega, na primer prebivalci Loireta lahko svoj oddelek imenujejo "45". Bolj oddaljene oddelke praviloma imenujemo po imenu, saj malokdo pozna številke vseh oddelkov.
Leta 2014 je predsednik François Hollande predlagal ukinitev departmajskih svetov do leta 2020, ki bi ohranili departmaje kot upravne enote, in prenos njihovih pristojnosti na druge ravni upravljanja. Ta reformni projekt je bil medtem opuščen.

## Seznam departmajev
| INSEE | Grb 1                         | Departma                         | Prefektura           | Regija                         | Poimenovan po                          |
| ----- | ----------------------------- | -------------------------------- | -------------------- | ------------------------------ | -------------------------------------- |
| 01    | Coat of arms of department 01 | Ain                              | Bourg-en-Bresse      | Auvergne - Rona - Alpe         | Ain (reka)                             |
| 02    | Coat of arms of department 02 | Aisne                            | Laon                 | Hauts-de-France                | Aisne (reka)                           |
| 03    | Coat of arms of department 03 | Allier                           | Moulins              | Auvergne - Rona - Alpe         | Allier (reka)                          |
| 04    | Coat of arms of department 04 | Alpes-de-Haute-Provence 2        | Digne-les-Bains      | Provansa - Alpe - Azurna obala | Alpe, gore in regija Provansa          |
| 05    | Coat of arms of department 05 | Hautes-Alpes                     | Gap                  | Provansa - Alpe - Azurna obala | Alpe                                   |
| 06    | Coat of arms of department 06 | Alpes-Maritimes                  | Nice                 | Provansa - Alpe - Azurna obala | Alpe                                   |
| 07    | Coat of arms of department 07 | Ardèche                          | Privas               | Auvergne - Rona - Alpe         | Ardèche (reka)                         |
| 08    | Coat of arms of department 08 | Ardennes                         | Charleville-Mézières | Grand Est                      | Ardeni                                 |
| 09    | Coat of arms of department 09 | Ariège                           | Foix                 | Okcitanija                     | Ariège (reka)                          |
| 10    | Coat of arms of department 10 | Aube                             | Troyes               | Grand Est                      | Aube (reka)                            |
| 11    | Coat of arms of department 11 | Aude                             | Carcassonne          | Okcitanija                     | Aude (reka)                            |
| 12    | Coat of arms of department 12 | Aveyron                          | Rodez                | Okcitanija                     | Aveyron (reka)                         |
| 13    | Coat of arms of department 13 | Bouches-du-Rhône                 | Marseille            | Provansa - Alpe - Azurna obala | Rona                                   |
| 14    | Coat of arms of department 14 | Calvados                         | Caen                 | Normandija                     | skale Calvados                         |
| 15    | Coat of arms of department 15 | Cantal                           | Aurillac             | Auvergne - Rona - Alpe         | Monts du Cantal                        |
| 16    | Coat of arms of department 16 | Charente                         | Angoulême            | Nova Akvitanija                | Charente (reka)                        |
| 17    | Coat of arms of department 17 | Charente-Maritime 3              | La Rochelle          | Nova Akvitanija                | Charente (reka)                        |
| 18    | Coat of arms of department 18 | Cher                             | Bourges              | Center-Dolina Loare            | Cher (reka)                            |
| 19    | Coat of arms of department 19 | Corrèze                          | Tulle                | Nova Akvitanija                | Corrèze (reka)                         |
| 2A    | Coat of arms of Corsica       | Corse-du-Sud (Južna Korzika) 19  | Ajaccio              | Korzika                        | Otoku Korzika                          |
| 2B    | Coat of arms of Corsica       | Haute-Corse (Zgornja Korzika) 19 | Bastia               | Korzika                        | Otoku Korzika                          |
| 21    | Coat of arms of department 21 | Côte-d'Or                        | Dijon                | Burgundija - Franche-Comté     | Burgundskih vinogradih                 |
| 22    | Coat of arms of department 22 | Côtes-d'Armor 4                  | Saint-Brieuc         | Bretanja                       | obalah Armorike                        |
| 23    | Coat of arms of department 23 | Creuse                           | Guéret               | Nova Akvitanija                | Creuse (reka)                          |
| 24    | Coat of arms of department 24 | Dordogne                         | Périgueux            | Nova Akvitanija                | Dordogne (reka)                        |
| 25    | Coat of arms of department 25 | Doubs                            | Besançon             | Burgundija - Franche-Comté     | Doubs (reka)                           |
| 26    | Coat of arms of department 26 | Drôme                            | Valence              | Auvergne - Rona - Alpe         | Drôme (reka)                           |
| 27    | Coat of arms of department 27 | Eure                             | Évreux               | Normandija                     | Eure (reka)                            |
| 28    | Coat of arms of department 28 | Eure-et-Loir                     | Chartres             | Center-Dolina Loare            | reki Eure in Loir                      |
| 29    | Coat of arms of department 29 | Finistère                        | Quimper              | Bretanja                       | Finis Terræ (konec sveta)              |
| 30    | Coat of arms of department 30 | Gard                             | Nîmes                | Okcitanija                     | Gardon (reka)                          |
| 31    | Coat of arms of department 31 | Haute-Garonne                    | Toulouse             | Okcitanija                     | Garonne (reka)                         |
| 32    | Coat of arms of department 32 | Gers                             | Auch                 | Okcitanija                     | Gers (reka)                            |
| 33    | Coat of arms of department 33 | Gironde 5                        | Bordeaux             | Nova Akvitanija                | Gironde (reka)                         |
| 34    | Coat of arms of department 34 | Hérault                          | Montpellier          | Okcitanija                     | Hérault (reka)                         |
| 35    | Coat of arms of department 35 | Ille-et-Vilaine                  | Rennes               | Bretanja                       | reki Ille in Vilaine                   |
| 36    | Coat of arms of department 36 | Indre                            | Châteauroux          | Center-Dolina Loare            | Indre (reka)                           |
| 37    | Coat of arms of department 37 | Indre-et-Loire                   | Tours                | Center-Dolina Loare            | reki Indre in Loara                    |
| 38    | Coat of arms of department 38 | Isère                            | Grenoble             | Auvergne - Rona - Alpe         | Isère (reka)                           |
| 39    | Coat of arms of department 39 | Jura                             | Lons-le-Saunier      | Burgundija - Franche-Comté     | Švicarska Jura                         |
| 40    | Coat of arms of department 40 | Landes                           | Mont-de-Marsan       | Nova Akvitanija                | Landski gozd                           |
| 41    | Coat of arms of department 41 | Loir-et-Cher                     | Blois                | Center-Dolina Loare            | reki Loir in Cher                      |
| 42    | Coat of arms of department 42 | Loire                            | Saint-Étienne        | Auvergne - Rona - Alpe         | Loara                                  |
| 43    | Coat of arms of department 43 | Haute-Loire                      | Le Puy-en-Velay      | Auvergne - Rona - Alpe         | Loara                                  |
| 44    | Coat of arms of department 44 | Loire-Atlantique 6               | Nantes               | Pays de la Loire               | Loara                                  |
| 45    | Coat of arms of department 45 | Loiret                           | Orléans              | Center-Dolina Loare            | Loiret (reka)                          |
| 46    | Coat of arms of department 46 | Lot                              | Cahors               | Okcitanija                     | Lot (reka)                             |
| 47    | Coat of arms of department 47 | Lot-et-Garonne                   | Agen                 | Nova Akvitanija                | reki Lot in Garona                     |
| 48    | Coat of arms of department 48 | Lozère                           | Mende                | Okcitanija                     | Lozère                                 |
| 49    | Coat of arms of department 49 | Maine-et-Loire 7                 | Angers               | Pays de la Loire               | reki Maine in Loara                    |
| 50    | Coat of arms of department 50 | Manche                           | Saint-Lô             | Normandija                     | Rokavskem prelivu                      |
| 51    | Coat of arms of department 51 | Marne                            | Châlons-en-Champagne | Grand Est                      | Marna (reka)                           |
| 52    | Coat of arms of department 52 | Haute-Marne                      | Chaumont             | Grand Est                      | Marne (reka)                           |
| 53    | Coat of arms of department 53 | Mayenne                          | Laval                | Pays de la Loire               | Mayenne (reka)                         |
| 54    | Coat of arms of department 54 | Meurthe-et-Moselle               | Nancy                | Grand Est                      | reki Meurthe inMoselle                 |
| 55    | Coat of arms of department 55 | Meuse                            | Bar-le-Duc           | Grand Est                      | Meuse (reka)                           |
| 56    | Coat of arms of department 56 | Morbihan                         | Vannes               | Bretanja                       | Morbihanski zaliv                      |
| 57    | Coat of arms of department 57 | Moselle                          | Metz                 | Grand Est                      | Mozela                                 |
| 58    | Coat of arms of department 58 | Nièvre                           | Nevers               | Burgundija - Franche-Comté     | Nièvre (reka)                          |
| 59    | Coat of arms of department 59 | Nord                             | Lille                | Hauts-de-France                | Sever (North)                          |
| 60    | Coat of arms of department 60 | Oise                             | Beauvais             | Hauts-de-France                | Oise (reka)                            |
| 61    | Coat of arms of department 61 | Orne                             | Alençon              | Normandija                     | Orne (reka)                            |
| 62    | Coat of arms of department 62 | Pas-de-Calais                    | Arras                | Hauts-de-France                | Dovrska vrata                          |
| 63    | Coat of arms of department 63 | Puy-de-Dôme                      | Clermont-Ferrand     | Auvergne - Rona - Alpe         | ognjeniku Puy de Dôme                  |
| 64    | Coat of arms of department 64 | Pyrénées-Atlantiques 8           | Pau                  | Nova Akvitanija                | Pirineji                               |
| 65    | Coat of arms of department 65 | Hautes-Pyrénées                  | Tarbes               | Okcitanija                     | Pirineji                               |
| 66    | Coat of arms of department 66 | Pyrénées-Orientales              | Perpignan            | Okcitanija                     | Pirineji                               |
| 67    | Coat of arms of department 67 | Bas-Rhin                         | Strasbourg           | Grand Est                      | Ren (reka)                             |
| 68    | Coat of arms of department 68 | Haut-Rhin                        | Colmar               | Grand Est                      | Ren (reka)                             |
| 69    | Coat of arms of department 69 | Rhône                            | Lyon                 | Auvergne - Rona - Alpe         | Rona (reka)                            |
| 69M   | Coat of arms of Lyon          | Lyon Metropolis 18               | Lyon                 | Auvergne - Rona - Alpe         | občina Lyona                           |
| 70    | Coat of arms of department 70 | Haute-Saône                      | Vesoul               | Burgundija - Franche-Comté     | Saona (reka)                           |
| 71    | Coat of arms of department 71 | Saône-et-Loire                   | Mâcon                | Burgundija - Franche-Comté     | reki Saona in Loara                    |
| 72    | Coat of arms of department 72 | Sarthe                           | Le Mans              | Pays de la Loire               | Sarthe (reka)                          |
| 73    | Coat of arms of department 73 | Savoie                           | Chambéry             | Auvergne - Rona - Alpe         | regija Savoja                          |
| 74    | Coat of arms of department 74 | Haute-Savoie                     | Annecy               | Auvergne - Rona - Alpe         | regija Savoja                          |
| 75    | Coat of arms of department 75 | Pariz 9                          | Paris                | Île-de-France                  | občina Pariza                          |
| 76    | Coat of arms of department 76 | Seine-Maritime 10                | Rouen                | Normandija                     | Sena (reka)                            |
| 77    | Coat of arms of department 77 | Seine-et-Marne                   | Melun                | Île-de-France                  | reki Sena in Marna                     |
| 78    | Coat of arms of department 78 | Yvelines 11                      | Versailles           | Île-de-France                  | Gozdu Yvelines                         |
| 79    | Coat of arms of department 79 | Deux-Sèvres                      | Niort                | Nova Akvitanija                | reki Sèvre Nantaise in Sèvre Niortaise |
| 80    | Coat of arms of department 80 | Somme                            | Amiens               | Hauts-de-France                | Soma (reka)                            |
| 81    | Coat of arms of department 81 | Tarn                             | Albi                 | Okcitanija                     | Tarn (reka)                            |
| 82    | Coat of arms of department 82 | Tarn-et-Garonne                  | Montauban            | Okcitanija                     | reki Tarn in Garona                    |
| 83    | Coat of arms of department 83 | Var                              | Toulon               | Provansa - Alpe - Azurna obala | Var (reka)                             |
| 84    | Coat of arms of department 84 | Vaucluse                         | Avignon              | Provansa - Alpe - Azurna obala | izviru Fontaine de Vaucluse            |
| 85    | Coat of arms of department 85 | Vendée                           | La Roche-sur-Yon     | Pays de la Loire               | Vendée (reka)                          |
| 86    | Coat of arms of department 86 | Vienne                           | Poitiers             | Nova Akvitanija                | Vienne (reka)                          |
| 87    | Coat of arms of department 87 | Haute-Vienne                     | Limoges              | Nova Akvitanija                | Vienne (reka)                          |
| 88    | Coat of arms of department 88 | Vosges                           | Épinal               | Grand Est                      | Vogezi                                 |
| 89    | Coat of arms of department 89 | Yonne                            | Auxerre              | Burgundija - Franche-Comté     | Yonne (reka)                           |
| 90    | Coat of arms of department 90 | Territoire de Belfort            | Belfort              | Burgundija - Franche-Comté     | občina Belforta                        |
| 91    | Coat of arms of department 91 | Essonne 12                       | Evry                 | Île-de-France                  | Essonne (reka)                         |
| 92    | Coat of arms of department 92 | Hauts-de-Seine 13                | Nanterre             | Île-de-France                  | Sena (reka)                            |
| 93    | Coat of arms of department 93 | Seine-Saint-Denis 14             | Bobigny              | Île-de-France                  | Sena (reka)                            |
| 94    | Coat of arms of department 94 | Val-de-Marne                     | Créteil              | Île-de-France                  | Marna (reka)                           |
| 95    | Coat of arms of department 95 | Val-d'Oise                       | Pontoise 15          | Île-de-France                  | Oise (reka)                            |
| 971   | Coat of arms of Guadeloupe    | Gvadelup (Guadeloupe) 16         | Basse-Terre          | Guadeloupe                     | Otok Gvadelup                          |
| 972   | Coat of arms of Martinique    | Martinik (Martinique) 16         | Fort-de-France       | Martinique                     | Otok Martinik                          |
| 973   | Coat of arms of Guyane        | Gvajana (Guyane) 16              | Cayenne              | Francoska Gvajana              | Gvajane                                |
| 974   | Coat of arms of Réunion       | La Réunion 16                    | Saint-Denis          | Réunion                        | Otok Reunion                           |
| 976   | Coat of arms of Mayotte       | Mayotte 17                       | Mamoudzou            | Mayotte                        | Otok Mayotte                           |

Notes:
- ^1  Večina grbov ni uradnih
- ^2  Ta departma je bil poznan kot Basses-Alpes (»Nižje Alpe«) do leta 1970
- ^3  Ta departma je bil poznan kot Charente-Inférieure (»Nižja reka Klarenta«) do leta 1941
- ^4  Ta departma je bil poznan kot Côtes-du-Nord (»Obale severa«) do leta 1990
- ^5  Ta departma je bil poznan kot Bec-d'Ambès (»Bec d'Ambès«) od leta 1793 do leta 1795. Koncencija je to ime odpravila, da bi se izognila spominov na prepovedano politično frakcijo Žirondincev.
- ^6  Ta departma je bil poznan kot Loire-Inférieure (»Spodnja Loara«) do leta 1957
- ^7  Ta departma je bil poznan kot Mayenne-et-Loire (»reka Mayenne in Loara«) do leta 1791
- ^8  Ta departma je bil poznan kot Basses-Pyrénées (»Spodnji Pirineji«) do leta 1969
- ^9  Številka 75 je bila uradno dodeljena departmaju Seine
- ^10  Ta departma je bil poznan kot Seine-Inférieure (»Spodnji Seine«) do leta 1955
- ^11  Številka 78 je bila uradno dodeljena departmaju Seine-et-Oise
- ^12  Številka 91 je bila uradno dodeljena departmaju Alžir, v Francoski Alžiriji
- ^13  Številka 92 je bila uradno dodeljena departmaju Oran, v Francoski Alžiriji
- ^14  Številka 93 je bila uradno dodeljena departmaju Constantine, v Francoski Alžiriji
- ^15  Prefektura departmaja Val-d'Oise imenovana Pontoise je bila ustanovljena ob nastanku departmaja, ampak je bila v resnici premaknjena na sosenjo občino Cergy. Trenutno sta oba dela ville nouvelle, ki je del mesta Cergy-Pontoise

- ^16  Vsak čezmorski departma sestavlja regija in ima zato status podoben kot metropolitanska Francija. Vsi departmaji so del Francije in Evropske Unije, čeprav za njih veljajo .
- ^17  Mayotte je postal 101. departma Francije 31. marca 2011. Njegova Koda INSEE je 976 (975 je že dodeljena francoskemu čezmorskemu kolektivu Saint Pierre in Miquelon).
- ^18  Metropole teritorialnih kolktivov imajo posebne zakone.
- ^19  Korzika je bila razdeljena na dva departmaja (Golo in Liamone) od leta 1793 do leta 1811, in kasneje ponovno na dva departmaja (Corse-du-Sud, številka 2A, in Haute-Corse, številka 2B) leta 1975. Leta 2019 sta Corse-du-Sud in Haute-Corse še vedno administrativna departmaja, čeprav nimata več statusa departmajskega »čezmorskega kolektiva«: regijske in departmajske funkcije so bile od leta 2018 vodene s strani enega teritorialnega kolektiva.